# Црква Рођења Пресвете Богородице у Горњим Бањанима
Црква Рођења Пресвете Богородице у Горњим Бањанима, насељеном месту на територији општине Горњи Милановац, припада Епархији жичкој Српске православне цркве и представља непокретно културно добро као споменик културе.
Црква посвећена Рођењу пресвете Богородице подигнута је 1862. године по узору на средњоевропску архитектуру, где су локални мајстори интерпретирали поједина савремена решења уклапајући их у властито градитељско наслеђе. Потврду о времену градње сведочи текст изнад главног улаза на западној фасади. Дограђивана је у периоду од 1899. до 1903. године и 1926. године, када је изграђена кула звоник.
Храм је једнобродна грађевина издужене правоугаоне основе са полукружном апсидом на истоку. На западној страни налази се дозидана припрата са четвртастим звоником. Свод је полуобличаст и ослања се преко лукова на пиластре. У току Другог светског рата, Немци су спалили књиге, одежде и драгоцености које су се налазиле у цркви. Том приликом оштећена је црква, али је сачуван иконостас. На иконостасу су иконе из друге половине 19. века, рад анонимног мајстора, са именима приложника.